# فيرونيكا ماكان
فيرونيكا ماكان (بالإنجليزية: Veronica McCann)‏ هي سائقة سباق أسترالية، ولدت في 24 أغسطس 1983 في نيوساوث ويلز في أستراليا.

## وصلات خارجية
- فيرونيكا ماكان على موقع IMDb (الإنجليزية)